# مناعة خلطية
المناعة الخلطية (بالإنجليزية: Humoral immunity)‏ هي استجابة مناعية ترتكز على تنشيط خلايا (B) و إنتاج الأجسام المضادة (antibody)، عندما تواجه خلايا مستضد ميكروبي، تصبح نشطة ثم تبدأ سلسلة من الأحداث. هذه الأحداث تتوسط بواسطة تنشيط خلايا (T) المساعدة وإطلاق السايتوكاينات (cytokines). السايتوكاينات توسط انفجارا في عدد خلايا (B) التي تتعرف على المستضد وتتحول إلى خلايا بلازمية التي تفرز كميات هائلة من الأجسام المضادة المخصصة لمولِّد ضد معين، و هذه العملية تؤدي أيضا إلى إنتاج خلايا (B) الذاكرة.

## المراحل
تتكون هذه الاستجابة المناعية من أربع خطوات رئيسية: التعرف على المستضد والاختيار النسيلي ، والتكاثر النسيلي ، وتمايز الخلايا الليمفاوية (B) إلى خلايا البلازما ، وتشكيل مركب مناعي لتحييد المستضد.
- التعرف على المستضد والاختيار النسيلي: سيتم اختيار الخلية الليمفاوية البائية القادرة على التعرف على الجزيء الأجنبي وسيؤدي هذا الاختيار إلى تنشيط الخلايا الليمفاوية البائية.
- تنشيط الخلايا الليمفاوية (B): ستخضع الخلايا الليمفاوية البائية المختارة لانقسامات متتالية وبعد ذلك سيكون لدينا استنساخ سيكون لها جميعًا نفس الجسم المضاد الغشائي.
- تفاضل الخلايا الليمفاوية (B): سيتحول جزء من الخلايا الليمفاوية (B) إلى أجسام مضادة (خلايا إفرازية ذات عمر قصير) والجزء الآخر سيتحول إلى خلايا لمفاوية (B) للذاكرة.
- محايدة المستضد: سيتم إطلاق الأجسام المضادة التي يتم تصنيعها بواسطة خلايا البلازما في السوائل خارج الخلية وسوف ترتبط بالمستضدات التي أدت إلى إنتاجها. المركب المناعي هو مجموعة الجسم المضاد / المستضد وسيتم القضاء عليه عن طريق البلعمة.

## الخلايا الليمفاوية
الأجسام المضادة أو الغلوبولين المناعي عبارة عن بروتينات تنتشر في البلازما. يتم تصنيعها بواسطة نوع من الخلايا الليمفاوية ، الخلايا الليمفاوية (B) ، في وجود مستضد ، في الغدد الليمفاوية أو الطحال. تتشكل الخلايا الليمفاوية (B) في النخاع الأحمر للعظام ، حيث تخضع لتطور معقد يمنحها خصائصها المناعية. عندما تنضج ، يهاجرون إلى الغدد الليمفاوية.

## دور الخلايا الليمفاوية (B) و (T)
- الخلايا الليمفاوية (T): دورها ضروري في جهاز المناعة لأنها تقضي على مسببات الأمراض التي تعتبر «خطرة» على الجسم. من ناحية أخرى ، لا يتدخلون في السطر الأول ولكن في الخطوة الثانية، بمجرد تفعيلهم. لديهم أيضًا ذاكرة تسمح لهم بتذكر خصائص المعتدي (العامل المعدي و / أو الخلية السرطانية) للسماح بإعادة الانتشار وهجوم أسرع وأقوى وأكثر دواما.
- الخلايا الليمفاوية (B): بمجرد الانتهاء من التفاعل مع المستضد المحدد ، يتم تنشيط الخلايا البائية وتنقسم إلى خلايا ذاكرة أو خلايا بلازما، وهي خلية متخصصة في تصنيع وإفراز الأجسام المضادة المنتشرة. في بعض الحالات، تكون الخلايا الليمفاوية التائية هي التي تنشط وتحول الخلايا الليمفاوية (B). ثم تقاوم الأجسام المضادة الممرض عن طريق ربط نفسها مباشرة بمستضد الخلية ومنع الفيروس أو البكتيريا، على سبيل المثال، من تلويثها. لديهم أيضًا القدرة على الارتباط مباشرة بمسببات الأمراض لتدميرها أو ربط أو تنشيط الضامة والخلايا الليمفاوية القاتلة الطبيعية لتكون أكثر كفاءة.[2]